# Багерово — Вышестеблиевская
«Багерово — Вышестеблиевская» — железнодорожная линия, обеспечивающая беспаромную связь железнодорожного транспорта через Керченский пролив. Постройка линии обеспечила железнодорожный транзит к портам Крыма и создание сухогрузного района порта Тамань. В комплексе с другими мероприятиями, позволит сократить время движения пассажирских поездов от Москвы до Симферополя с 2 суток до 18 часов.
Грузовой двор в районе будущей станции Портовая был введен в эксплуатацию в апреле 2016 года, что позволило приблизить на 32 км станцию разгрузки — непосредственно к тогдашней стройке Крымского моста.
Ввод всего участка во временную эксплуатацию произошёл в июне 2019 года, в постоянную — 25 декабря 2019 года (23 декабря от Керчи до Тамани проследовал первый пассажирский поезд-автомотриса с участием президента России Владимира Путина; первый регулярный пассажирский поезд прошёл 25 декабря).

## Описание
Общая протяжённость участка от станции Вышестеблиевская до Крымского моста составила 41,2 км. Протяжённость керченского участка от моста до станции Багерово — 15,4 км.
Строительство участка на Таманском полуострове было предусмотрено ещё при строительстве порта Тамань и включал в себя строительство новой станции Портовая в 8 км от транспортного перехода. Около станицы Тамань построена и эксплуатируется станция Тамань-Пассажирская с вокзалом на 50 человек, зданием вагонного хозяйства (ПТО) и домом отдыха локомотивных бригад. На 22-м км построен обгонный пункт.
На керченском участке, проходящем через Цементную слободку, имеется ответвление к построенной станции Керчь-Южная. Также на этом участке произведено строительство и ввод в эксплуатацию четырёх путепроводов, двух мостов и тоннеля.

### Электрификация
Ветка планируется электрифицированной двухпутной. Изначально планировалось, что на мостовом переходе электрификация будет выполнена позднее, уже после открытия движения, но затем было принято решение о строительстве полностью электрифицированной линии.
В первый год работы пропускная способность должна составлять 47 пар поездов в сутки — 12 грузовых и 35 пассажирских, при скорости движения грузовых поездов до 80 км/ч, пассажирских — до 120 км/ч.
Существующая ветка «Керчь — Джанкой» однопутная и не электрифицирована. Для повышения пропускной способности планируется поэтапная электрификация от Багерово до узловой станции Владиславовка, потом до станции Джанкой. В дальнейшем рассматривается возможность перевода с постоянного на переменный ток участка «Соленое Озеро — Джанкой — Симферополь — Севастополь» с ответвлением на Евпаторию и для сокращения времени в пути строительство прямой ветки «Владиславовка — Симферополь»; после экономического анализа последний пункт был признан нецелесообразным.

## Строительство

### Со стороны Тамани
Часть железнодорожного подхода к мосту со стороны Тамани реализуется в рамках строительства порта Тамань. Заказчиком строительства железнодорожных подходов к транспортному переходу выступила ФКУ «Ространсмодернизация». Которое в декабре 2014 года заключило с ОАО «Российские железные дороги» контракт на выполнение соответствующих работ на сумму 9,4 млрд рублей. Выполнили к четвёртому кварталу 2018. В июле 2015 года в рамках строительства и реконструкции ж/д инфраструктуры порта Тамань и станции Вышестеблиевская контракт получает ООО «УК „Трансюжстрой“». В ноябре 2017 года РЖД объявило тендер на 12,68 млрд руб. на проектирование и строительство ж/д подходов непосредственно к мосту. Тендер также выиграло ООО «УК „Трансюжстрой“».
К январю 2015 года были выполнены подготовительные работы: завершён монтаж вахтового посёлка на станции Вышестеблиевская, срезка растительного слоя на площади 142 тыс. м², планировка основания земляного полотна на площади 90 тыс. м², отсыпано уже свыше 73 тыс. м³ грунта в насыпь, заготовлено около 12 тыс. м³ песка.
К концу 2018 года планировалось ввести в эксплуатацию станцию Тамань-Пассажирская и подход во временную эксплуатацию для обеспечения движения хозяйственных поездов для укладки верхнего строения пути на транспортном переходе; станция введена в эксплуатацию 1 октября 2019 года.

### Мостовой переход
18 июля 2019 года была завершена укладка рельсов на Крымском мосту.

### Со стороны Керчи
Распоряжением правительства РФ от 26 января 2017 года 101-р ООО «Стройгазмонтаж» был определён как единственный исполнитель работ по проектированию и строительству железнодорожного подхода к Крымскому мосту со стороны Керчи, а также ограничена максимальная стоимость контракта суммой в 17 млрд рублей. Срок начала эксплуатации назначен на 1 августа 2019 года, дата окончательной сдачи в эксплуатацию 1 декабря 2019 года. Соответствующий контракт на подъездные ж/д пути со стороны Крыма заключен в апреле 2017 года между Росжелдором и ООО «Стройгазмонтаж». Генпроект подходов выполнило ЗАО «Ленпромтранспроект». 20 ноября 2018 года Росжелдор отменил тендер на электрификацию участка транспортного перехода через Керченский пролив до посёлка Багерово в Крыму (железнодорожной части Крымского моста и подхода к нему), так как на тендер по электрификации поступила всего лишь одна заявка. Единственная фирма, подавшая заявку на участие — ООО «УК Трансюжстрой». Она же ранее выступила субподрядчиком строительства самого подхода.
В январе 2018 года, в связи с началом пусконаладочных работ на трёх новых парогазовых станциях в энергосистеме Крыма, было принято решение об электрификации железнодорожной линии на этапе её строительства.
В 2018 году было принято решение о переносе линии для сохранения найденного уникального памятника истории Манитра; в 2019 году решение выполнено.